# Edward Van Dijck
Eduard Van Dijck, auch Edward Van Dijck, Ward Van Dijck und falsch Edouard Van Dyck (* 22. März 1918 in Herent; † 22. April 1977 in Löwen) war ein belgischer Radrennfahrer der 1940er Jahre. 

## Karriere
Sein bedeutendster Sieg war der Gewinn der Spanienrundfahrt von 1947. Ein Jahr später gewann er eine Etappe bei der Tour de France. in seiner Heimat gewann er einige Eintagesrennen. Darunter war der Sieg im Grote Prijs Stad Vilvoorde 1950.

## Wichtigste Siege
- 1943 Gewinner des Grand Prix de Wallonie
- 1947 Gewinner der Spanienrundfahrt inklusive der 22. Etappe
- 1948 Gewinner der 16. Etappe an der Tour de France